# Descendientes del sol
Descendientes del sol (en hangul, 태양의 후예; romanización revisada, Taeyangui huye; McCune-Reischauer, T'aeyangŭi huye) es una serie de televisión surcoreana de acción y drama médico emitida por KBS 2TV desde el 24 de febrero hasta 14 de abril de 2016. Está basada en el romance entre un soldado del ejército surcoreano y una doctora voluntaria de un equipo médico, que juntos hacen patria, defienden y auxilian a la gente en medio de un ficticio país llamado Uruk, devastado por una crisis humanitaria, tras el término de un conflicto armado a gran escala y un terremoto que destruye el trabajo de las tropas surcoreanas. Con 16 episodios y tres especiales, la serie es protagonizada por Song Joong-ki conocido anteriormente por su papel en Sungkyunkwan Scandal (2010), Song Hye-kyo en Full House (2004), Jin Goo en Enamorándose de la inocencia (2015) y Kim Ji-won de The Heirs (2013).
Transmitida en su país de origen por KBS 2TV en el horario de los miércoles y jueves a las 21:55 (KST), reemplazando en el segmento a The Merchant: Gaekju 2015, la serie tuvo un presupuesto total de ₩13 mil millones e incluyó grabaciones en diferentes lugares de Grecia además de Corea del Sur. Durante su periodo de emisión y posteriormente, Descendientes del sol fue un éxito rotundo tanto localmente como gran parte del mundo, registrando importantes cifras de audiencia en televisión y en internet más de dos mil millones de espectadores vía streaming. El éxito inicial provocó que se lograse exportar aun estando al aire en el sexto episodio a 27 países. Asimismo, su trama fue alabada en declaraciones de la entonces presidenta surcoreana Park Geun Hye e incluso el primer ministro tailandés Prayut Chan-o-cha que llamó a su nación a ver la serie.

## Argumento
El capitán Yoo Si-jin, jefe de equipo de la unidad de comando especial de guerra, conoce a la doctora Kang Mo-yeon en Seúl tras un altercado. Su impulso los lleva a conocerse más, pero Si-jin como capitán debido a sus grandes capacidades de combate debe estar siempre preparado y junto a su equipo es constantemente enviado a situaciones de peligro de las cuales logra salir con vida, por otro lado la doctora Kang también posee una agitada vida trabajando en el hospital y sus trabajos terminan irrumpiendo en las vidas de ellos dos. Aunque no fueran fáciles las diferencias de horario y los arduos días de trabajos para los dos, se seguían viendo con interés. A pesar de sus grandes vocaciones encuentran una aparente gran diferencia existencial entre ellos en la forma de ver lo que hacen y esto se vuelve un punto de inflexión en la forma de entenderse que provoca que finalmente se desilusionen el uno del otro y se separen sin saber que el destino los volvería a unir, pero en un lejano e inesperado lugar.
Si-jin como capitán y representante coreano junto a su equipo de las fuerzas de paz de las Naciones Unidas se envían a un país devastado por la guerra de Uruk. Mientras Mo-yeon como representante de su hospital junto a un equipo de médicos conformado por el travieso y futuro padre Lee Chi-hoon, Song Sang-hyun, Ha Ja-ae y Choi Min-ji, deberán superar más de algún problema. Una vez que llegan a Uruk, son recibidos por los soldados coreanos y su capitán Si-jin que inmediatamente trae sus recuerdos de Mo-yeon a su mente, reanudando sus sentimientos, pero ahora sin irrupciones ya que a medida que pasa el tiempo deben trabajar juntos en las zonas afectadas por los desastres y enfermedades, volviendo a revivir ese amor en condiciones extremas.

## Reparto

### Personajes principales

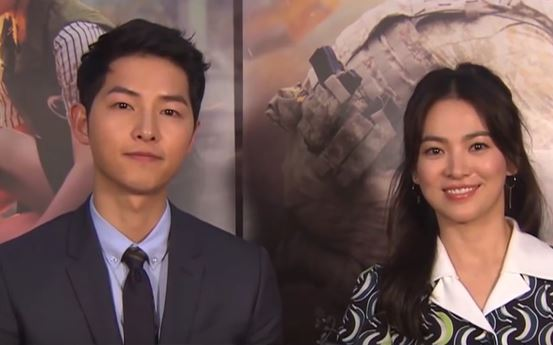
Song Joong-ki y Song Hye-kyo durante la presentación de la serie en 2016.

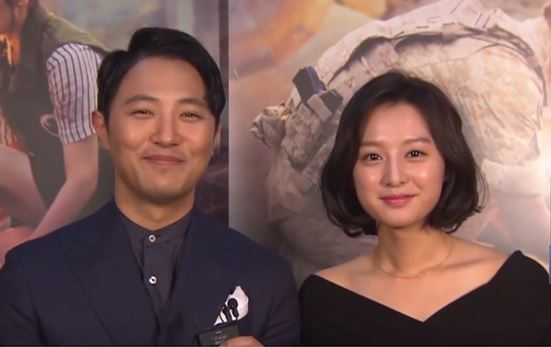
Jin Goo y Kim Ji-won en 2016.

- Song Joong-ki como el capitán Yoo Si-jin.[14]
- Song Hye-kyo como la doctora Kang Mo-yeon.[15]
- Jin Goo como Seo Dae-young.
- Kim Ji-won como Yoon Myung-joo.
- Kang Shin-il como el mariscal Yoon Gil-joon.

### Personajes secundarios
Fuerzas armadas
- Kim Byung-cheol como el teniente Park Byung-soo.
- Park Hoon como Choi Woo-geun.
- Choi Woong como Gong Cheol-ho.
- Ahn Bo-hyun como Im Kwang-nam.
- Kim Min-seok como Kim Ki-beom.

Voluntarios del centro médico
- Tae In-ho como Han Seok-won, el presidente del Hospital Haesung.
- Lee Seung-joon como Song Sang-hyun.[16]
- Seo Jung-yeon como Ha Ja-ae.
- Onew como Lee Chi-hoon.[17][18]
- Park Hwan-hee como Choi Min-ji.

Gente de Uruk
- Jasper Cho como Daniel Spencer.
- Jeon Soo-jin como Lee Ye-hwa.
- David McInnis como Agus.

### Otros personajes
- Ji Seung-hyun.
- Kwak In-joon.
- Park Pil-young.
- Lee Chang.
- Ahn Soo-ho.

### Apariciones especiales
- Cho Jae-yoon como Jin Young-soo.
- Lee Yi-kyung.
- Anupam Tripathi.
- Lee Kwang-soo.[19]
- Yoo Ah-in.
- Tae Won-seok.
- Park Joon-geum como la madre de Lee Chi-hoon (episodios 7 y 11).[20]
- Matthew Douma como Jordan, capitán de la fuerza delta del US (episodios 2, 10, 12)[21]
- Lee Jong-hyuk como un soldado y compañero del capitán Yoo Si-jin, que muere durante una misión (episodio 5).[22]
- Nam Ki-ae como la madre de Kang Mo-yeon (episodio 13).
- Red Velvet como ellas mismas (episodio 16).

## Producción

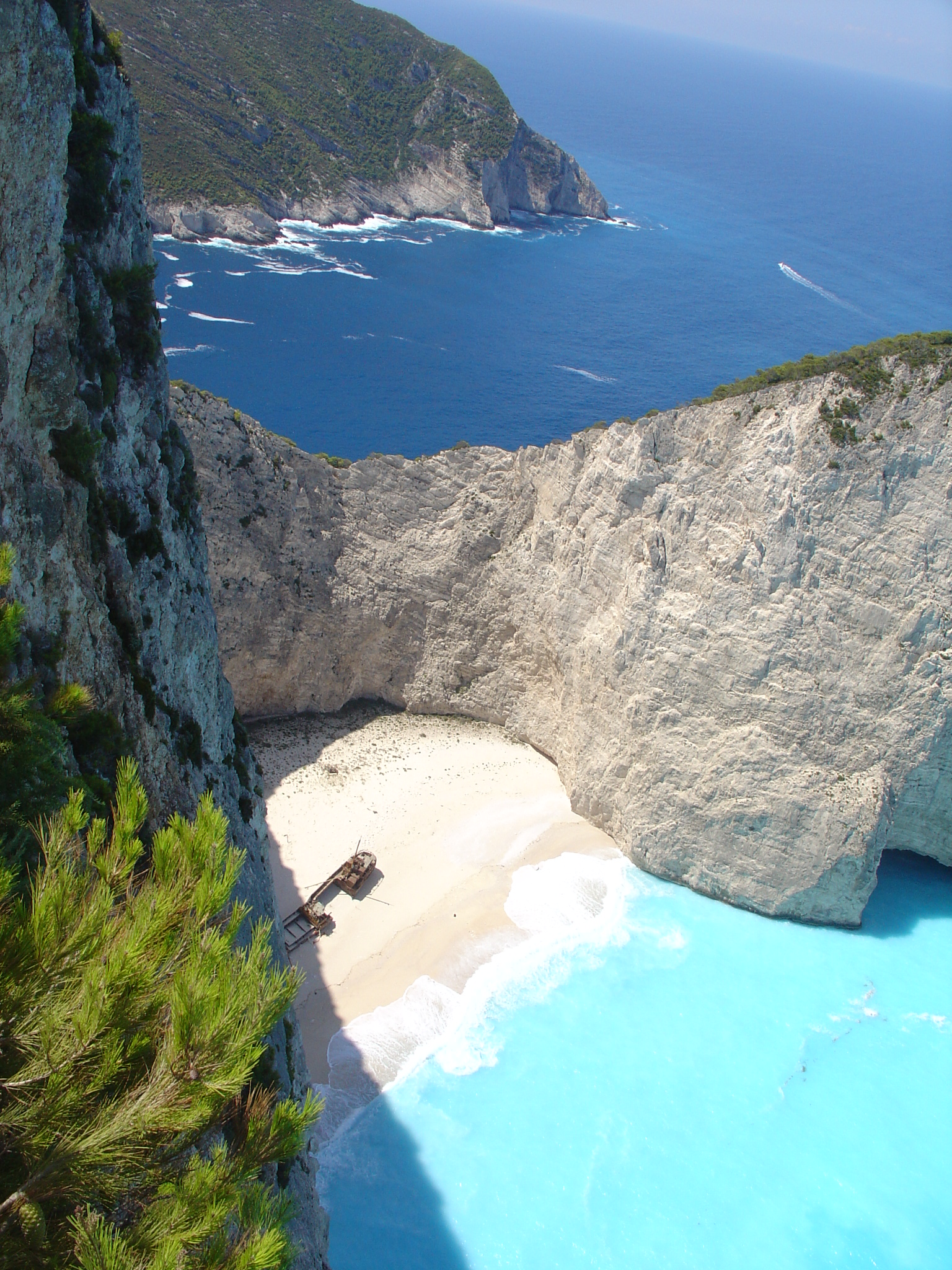
Bahía Navagio, en Zante, Grecia donde se grabaron escenas de uno de los encuentros románticos entre la doctora Kang y el capitán Yoo.

Descendientes del sol fue completamente pre-producido antes de se ser emitida alejándose del formato de producción que caracteriza a la mayoría dramas coreanos de ser grabados a medida que se van emitiendo. Asimismo, la serie marcó el regreso a la televisión de Song Joong Ki después de cumplir sus dos años de servicio militar obligatorio. El 12 de junio de 2015, Song Joong Ki y Song Hye Kyo rodaron su primera escena en Seúl. El 28 de septiembre de 2015, todo el reparto y el equipo, incluyendo los protagonistas, Song Joong Ki, Song Hye Kyo, Jin Goo, así como los actores de reparto, como Kim Ji Won, Kang Shin Il y Onew partieron con destino a Grecia. El equipo residió en el país durante aproximadamente un mes para grabar episodios cruciales para la trama de la serie. De acuerdo con diferentes portales de noticias y blogs griegos, el rodaje tuvo lugar principalmente en Zante, Arájova y Lemnos.
El 25 de noviembre de 2015, se anunció que Song Joong Ki se lesionó el brazo durante el rodaje de una escena de acción el 23 de noviembre, dos días más tarde, su agencia publicó una actualización sobre el estado se salud del actor. Tras un examen médico, los médicos determinaron que Joong Ki también había sufrido un ligamento dañado en la rodilla derecha, además de las fracturas en su brazo. El rodaje continuó con otros actores y las escenas que no requerían de la presencia de él. El 7 de diciembre de 2015, Song Joong Ki volvió a su trabajo sólo 2 semanas después de que se lesionó y fue visto en una estación de Seúl. De acuerdo con expertos, el equipo concluyó la última escena en la madrugada del 30 de diciembre de 2015. No obstante, los estudios al aire libre en Taebaek y Paju donde se grabó la serie, se decidió mantenerlos para convertirlos en sitios turísticos.

## Recepción
En China, el sitio de streaming iQiyi, que poseía los derechos de la serie en ese país, en un principio reportó 316 millones de espectadores, sólo en los primeros cuatro episodios, superando el éxito obtenido años antes My Love from the Star. Posteriormente hasta el 14 de marzo de ese año, se informó de una acumulación de 440 millones de reproducciones en ese portal web y finalmente alcanzó los dos mil millones de reproducciones

### Audiencia
En azul la audiencia más baja y en rojo la más alta, correspondientes a las empresas medidoras TNms y AGB Nielsen.
| Ep. #    | Fecha de estreno      | Share        | Share        | Share       | Share       |
| Ep. #    | Fecha de estreno      | TNmS Ratings | TNmS Ratings | AGB Nielsen | AGB Nielsen |
| Ep. #    | Fecha de estreno      | Nacional     | Seúl         | Nacional    | Seúl        |
| -------- | --------------------- | ------------ | ------------ | ----------- | ----------- |
| 1        | 24 de febrero de 2016 | 12.6 %       | 12.7 %       | 14.3 %      | 14.4 %      |
| 2        | 25 de febrero de 2016 | 13.5 %       | 14.5 %       | 15.5 %      | 16.0 %      |
| 3        | 2 de marzo de 2016    | 21.8 %       | 22.7 %       | 23.4 %      | 24.6 %      |
| 4        | 3 de marzo de 2016    | 22.9 %       | 23.5 %       | 24.1 %      | 25.1 %      |
| 5        | 9 de marzo de 2016    | 24.6 %       | 26.3 %       | 27.4 %      | 29.2 %      |
| 6        | 10 de marzo de 2016   | 25.4 %       | 27.6 %       | 28.5 %      | 29.8 %      |
| 7        | 16 de marzo de 2016   | 27.0 %       | 28.9 %       | 28.3 %      | 30.1 %      |
| 8        | 17 de marzo de 2016   | 25.9 %       | 28.7 %       | 28.8 %      | 30.5 %      |
| 9        | 23 de marzo de 2016   | 29.7 %       | 32.3 %       | 30.4 %      | 31.0 %      |
| 10       | 24 de marzo de 2016   | 28.8 %       | 31.0 %       | 31.6 %      | 33.3 %      |
| 11       | 30 de marzo de 2016   | 29.1 %       | 31.3 %       | 31.9 %      | 33.5 %      |
| 12       | 31 de marzo de 2016   | 31.1 %       | 33.9 %       | 33.0 %      | 34.3 %      |
| 13       | 6 de abril de 2016    | 30.4 %       | 33.7 %       | 33.5 %      | 35.0 %      |
| 14       | 7 de abril de 2016    | 31.1 %       | 33.5 %       | 33.0 %      | 35.6 %      |
| 15       | 13 de abril de 2016   | 31.1 %       | 35.6 %       | 34.8 %      | 37.5 %      |
| 16       | 14 de abril de 2016   | 35.3 %       | 40.5 %       | 38.8 %      | 41.6 %      |
| Promedio | Promedio              | 26.27 %      | 28.54 %      | 28.58 %     | 30.09 %     |
| E1       | 20 de abril de 2016   | 15.3 %       | 16.6 %       | 17.7 %      | 19.5 %      |
| E2       | 21 de abril de 2016   | 12.3 %       | 13.9 %       | 13.6 %      | 14.7 %      |
| E3       | 22 de abril de 2016   | 10.9 %       | 11.8 %       | 12.2 %      | 13.2 %      |

## Banda sonora
Volumen 1
| Track Listing |                                            |                          |          |  |
| N.º           | Título                                     | Artista                  | Duración |  |
| 1.            | «Always»                                   | Yoon Mi Rae              | 3:25     |  |
| 2.            | «Everytime»                                | Chen y Punch             | 3:08     |  |
| 3.            | «This Love» (이 사랑)                      | Davichi                  | 3:46     |  |
| 4.            | «You Are My Everything»                    | Gummy                    | 4:00     |  |
| 5.            | «Once Again» (다시 너를)                   | Kim Na Young y Mad Clown | 3:55     |  |
| 6.            | «Save The Day»                             | Varios artistas          | 3:20     |  |
| 7.            | «Mission Part 1»                           | Varios artistas          | 4:25     |  |
| 8.            | «Time Is Running Out»                      | Varios artistas          | 3:29     |  |
| 9.            | «Hidden Genius»                            | Varios artistas          | 4:53     |  |
| 10.           | «Endless War»                              | Varios artistas          | 2:48     |  |
| 11.           | «My Everything»                            | Varios artistas          | 2:54     |  |
| 12.           | «Heart Break»                              | Varios artistas          | 4:16     |  |
| 13.           | «Military Dignity»                         | Varios artistas          | 2:08     |  |
| 14.           | «Mission Part 2»                           | Varios artistas          | 6:14     |  |
| 15.           | «I Love You»                               | Varios artistas          | 2:53     |  |
| 16.           | «Aroma»                                    | Varios artistas          | 1:56     |  |
| 17.           | «War Of Tomorrow»                          | Varios artistas          | 3:58     |  |
| 18.           | «The Lover»                                | Varios artistas          | 3:25     |  |
| 19.           | «You're My Everything (Versión en inglés)» | Gummy                    | 4:00     |  |

Volumen 2
| Volume 2 |                                               |                 |          |  |
| N.º      | Título                                        | Artista         | Duración |  |
| 1.       | «Talk Love» (말해! 뭐해?)                     | K.Will          | 3:37     |  |
| 2.       | «With You»                                    | Lyn             | 4:15     |  |
| 3.       | «By My Side» (사랑하자)                       | SG Wannabe      | 3:46     |  |
| 4.       | «Wind Beneath Your Wings» (그대, 바람이 되어) | M.C the MAX     | 3:55     |  |
| 5.       | «How Can I Love You»                          | XIA (Junsu)     | 4:20     |  |
| 6.       | «No More War»                                 | Varios artistas | 3:52     |  |
| 7.       | «Always I Love You»                           | Varios artistas | 2:42     |  |
| 8.       | «Fighter»                                     | Varios artistas | 2:32     |  |
| 9.       | «Mission2 - Epic Tension»                     | Varios artistas | 4:45     |  |
| 10.      | «Lonely Road»                                 | Varios artistas | 4:18     |  |
| 11.      | «Vital Fantasy»                               | Varios artistas | 3:01     |  |
| 12.      | «Love You 2»                                  | Varios artistas | 2:58     |  |
| 13.      | «Don't Forget Me»                             | Varios artistas | 3:30     |  |
| 14.      | «Time Is Running Out» (Ver. 2)                | Varios artistas | 3:41     |  |
| 15.      | «Attention» (Mission ver.)                    | Varios artistas | 3:25     |  |
| 16.      | «Move Forward»                                | Varios artistas | 3:41     |  |
| 17.      | «Freedom»                                     | Varios artistas | 3:40     |  |
| 18.      | «Attention O.R.I»                             | Varios artistas | 1:51     |  |

## Emisión internacional
- Camboya: Hang Meas TV (2016).
- Chile: ETC (2017, 2018, 2024, 2025).
- Estados Unidos: Pasiones (2018).
- Filipinas: GMA Network (2016).[39]
- Grecia: TV100 (2016-2017).
- Hong Kong: Now Entertainment (2016).[40]
- India: Zindagi (2017).
- Japón: Eisei Gekijo (2016), DATV (2017), BS-TBS (2017) y LaLa TV (2017).[41]
- Malasia: 8TV (2016), Astro Wah Lai Toi (2016) y Astro AEC (2017).[42]
- Perú: Panamericana (2017),America tvGO (2020) ,Willax (2019 y 2020).[43]
- Singapur: Channel U (2017).
- Tailandia: Channel 7 (2016).[44]
- Taiwán: ETV (2016) y TTV (2016).[45]
- Vietnam: HTV2 (2016).[46][47]
- Brasil: RedeTV! (2023)

## Adaptaciones
| Año  | País      | Cadena      | Nombre                 |
| ---- | --------- | ----------- | ---------------------- |
| 2018 | Vietnam   | VTC3        | Hậu Duệ Mặt Trời       |
| 2020 | Filipinas | GMA Network | Descendants of the Sun |